# Керрон Стюарт
Керрон Стюарт  (англ. Kerron Stewart, 16 квітня 1984) — ямайська легкоатлетка, олімпійська медалістка.

## Виступи на Олімпіадах
| Олімпіада  | Дисципліна              | Місце  |
| ---------- | ----------------------- | ------ |
| Пекін 2008 | біг на 100 метрів       | =2     |
| Пекін 2008 | біг на 200 метрів       | 3      |
| Пекін 2008 | естафета 4 x 100 метрів | участь |